# Délégation du gouvernement en Catalogne
La délégation du gouvernement en Catalogne est un organe dépendant du ministère de la Politique territoriale. Le délégué représente le gouvernement de l'Espagne dans la communauté autonome de Catalogne.

## Structure

### Siège

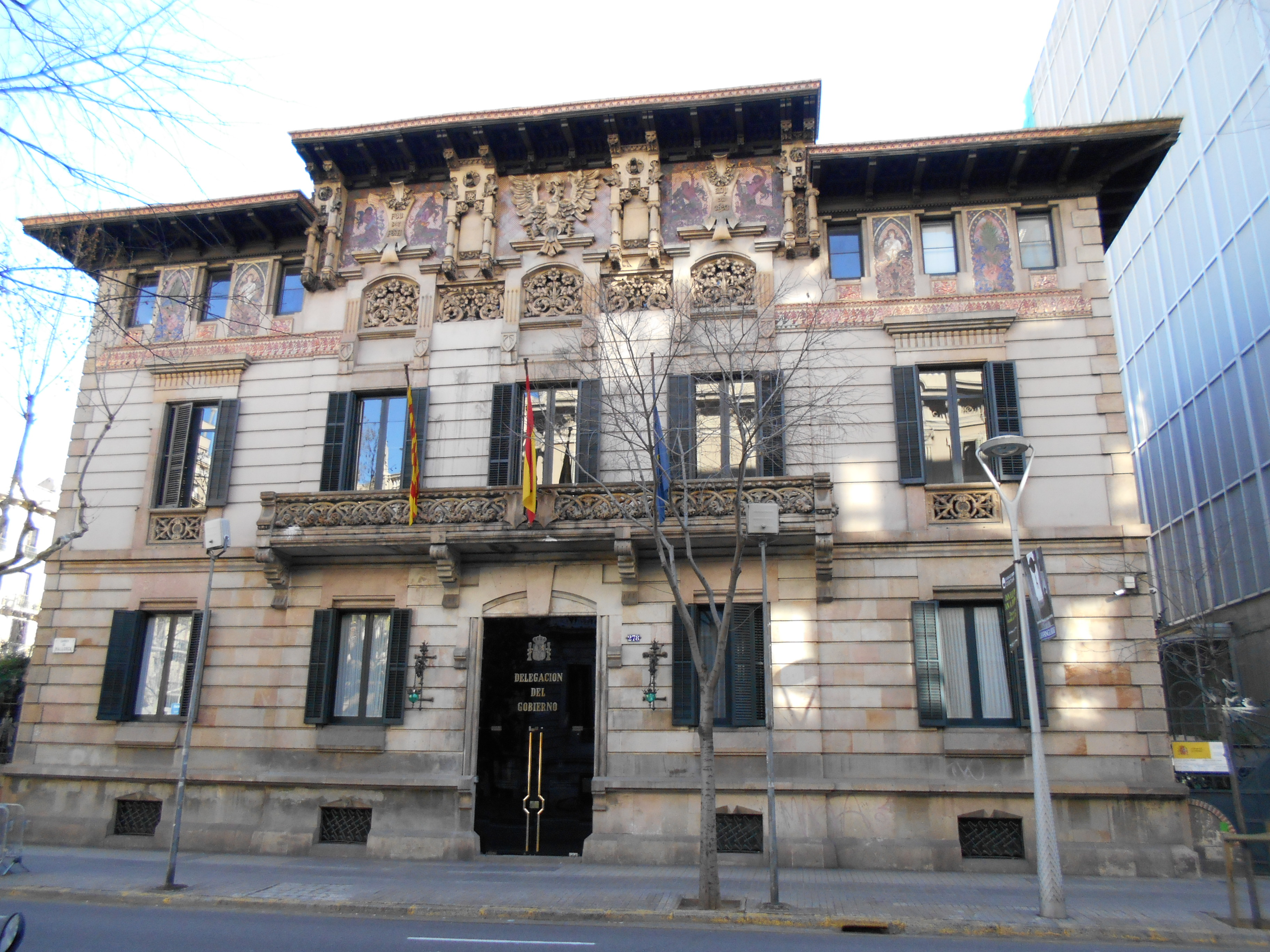
Le palais Montaner, siège de la délégation du gouvernement.

Le siège de la délégation du gouvernement en Catalogne se situe au palais Montaner, situé à Barcelone, à l'intersection des rues Mallorca et Roger de Lauria. Il est le siège de la délégation depuis 2008.
Les délégués du gouvernement disposent d'une résidence officielle située dans la rue Abadesa Olzet dans le quartier Pedralbes du district Les Corts de la ville de Barcelone. Bien que propriété du gouvernement espagnol depuis 1978, tous les délégués n'ont pas souhaité y loger.

### Sous-délégations
Le délégué du gouvernement dans la communauté autonome de Catalogne est assisté de quatre sous-délégués du gouvernement. Il existe une sous-délégation dans chaque province de la communauté autonome :
- sous-délégation du gouvernement dans la province de Barcelone (Calle Mallorca, 278, 08037- Barcelone) ;
- sous-délégation du gouvernement dans la province de Gérone (Avenida 20 de Junio, 2, 17001- Gérone) ;
- sous-délégation du gouvernement dans la province de Lérida (Plaza De la Pau, 1, 25007- Lérida) ;
- sous-délégation du gouvernement dans la province de Tarragone (Plaza Imperial Tárraco, 3, 43005- Tarragone).

## Titulaires
| Délégué | Délégué                     | Mandat                                                           | Parti |
| ------- | --------------------------- | ---------------------------------------------------------------- | ----- |
|         | Jacinto Ballesté            | 11 septembre – 30 décembre 1982 (3 mois et 19 jours)             | UCD   |
|         | Francesc Martí Jusmet       | 30 décembre 1982 – 31 juillet 1993 (10 ans, 7 mois et 1 jour)    | PSC   |
|         | Miguel Solans               | 2 août 1993 – 18 mai 1996 (2 ans, 9 mois et 16 jours)            | PSC   |
|         | Julia García-Valdecasas     | 18 mai 1996 – 6 septembre 2003 (7 ans, 3 mois et 19 jours)       | PP    |
|         | Susana Bouis Gutiérrez      | 6 septembre 2003 – 1er mai 2004 (7 mois et 25 jours)             | Ind.  |
|         | Joan Rangel                 | 1er mai 2004 – 8 octobre 2011 (7 ans, 5 mois et 7 jours)         | PSC   |
|         | Montserrat García Llovera   | 8 octobre – 31 décembre 2011 (2 mois et 23 jours)                | Ind.  |
|         | María de los Llanos de Luna | 31 décembre 2011 – 19 novembre 2016 (4 ans, 10 mois et 19 jours) | PP    |
|         | Enric Millo                 | 19 novembre 2016 – 19 juin 2018 (1 an et 7 mois)                 | PP    |
|         | Teresa Cunillera            | 19 juin 2018 - 19 janvier 2022 (3 ans et 7 mois)                 | PSC   |
|         | Maria Eugènia Gay           | 19 janvier 2022 - 29 mars 2023 (1 an, 2 mois et 10 jours)        | PSC   |
|         | Carlos Prieto Gómez         | depuis le 29 mars 2023 (2 ans, 4 mois et 3 jours)                | PSC   |